# Давыдов, Виктор Иосифович
Виктор Иосифович Давыдов (17 декабря 1920 — 23 мая 1952) — Герой Советского Союза (1946), лётчик-разведчик, заместитель командира эскадрильи 72-го отдельного разведывательного авиационного полка 16-й воздушной армии 1-го Белорусского фронта, капитан.

## Биография
Родился 17 декабря 1920 года в посёлке Щегловка (ныне входит в городскую черту Донецка) в семье рабочего. Русский.
Закончил Донецкий металлургический техникум. В 1940 году закончил Ворошиловградскую военно-авиационную школу пилотов. Член ВКП(б) с 1944 года.
В Великую Отечественную войну был заместителем командира эскадрильи 72-го отдельного разведывательного авиационного полка. Имел звание капитана. На счету Виктора Иосифовича 163 боевых вылета, 108 из них производились для аэрофоторазведки прифронтового и тылового положения противника.
По окончании войны продолжил служить в военно-воздушных силах СССР. Получил звание подполковника. Командовал эскадрильей.
Погиб 23 мая 1952 года в авиакатастрофе. Похоронен в Костроме, в братской могиле.

## Награды
- 15 мая 1946 года указом Президиума Верховного Совета СССР Давыдову было присвоено звание Героя Советского Союза с вручением ордена Ленина и медали «Золотая Звезда»,
- 4 ордена Красного Знамени,
- орден Отечественной войны 1-й степени,
- медали.